# Heteroliodon
Heteroliodon is een geslacht van slangen uit de familie Pseudoxyrhophiidae.

## Naam en indeling
De wetenschappelijke naam van de groep werd voor het eerst voorgesteld door Oskar Boettger in 1913. Boettger overleed in 1910, zijn werk werd postuum gepubliceerd. Er zijn drie soorten, de meeste literatuur kent slechts een enkele soort, aangezien de andere twee in respectievelijk 2000 en 2005 voor het eerst wetenschappelijk werden beschreven.

## Verspreiding en habitat
De soorten komen voor in delen van Afrika en leven endemischop Madagaskar. De habitat bestaat uit droge tropische en subtropische bossen.

## Beschermingsstatus
Door de internationale natuurbeschermingsorganisatie IUCN is aan alle soorten een beschermingsstatus toegewezen. Een soort wordt beschouwd als 'veilig' (Least Concern of LC), een soort als 'gevoelig' (Near Threatened of NT) en een soort als 'bedreigd' (Endangered of EN).

## Soorten
Het geslacht omvat de volgende soorten, met de auteur en het verspreidingsgebied.
| Naam                     | Auteur                        | Verspreidingsgebied      | Beschermingsstatus |
| ------------------------ | ----------------------------- | ------------------------ | ------------------ |
| Heteroliodon fohy        | Glaw, Vences & Nussbaum, 2005 | Noordelijk Madagaskar    |                    |
| Heteroliodon lava        | Nussbaum & Raxworthy, 2000    | Madagaskar               |                    |
| Heteroliodon occipitalis | Boulenger, 1896               | Zuidwestelijk Madagaskar |                    |